# Historia de la malaria
La historia de la malaria comienza desde la prehistoria como enfermedad zoonótica en los primates de África y se extiende hasta la época moderna. Es una enfermedad letal e infecciosa que ha afectado a todos los continentes excepto la Antártida.Desde el descubrimiento de los parásitos Plasmodium que la causan, la investigación se ha centrado en su biología y la de sus transmisores, los mosquitos.

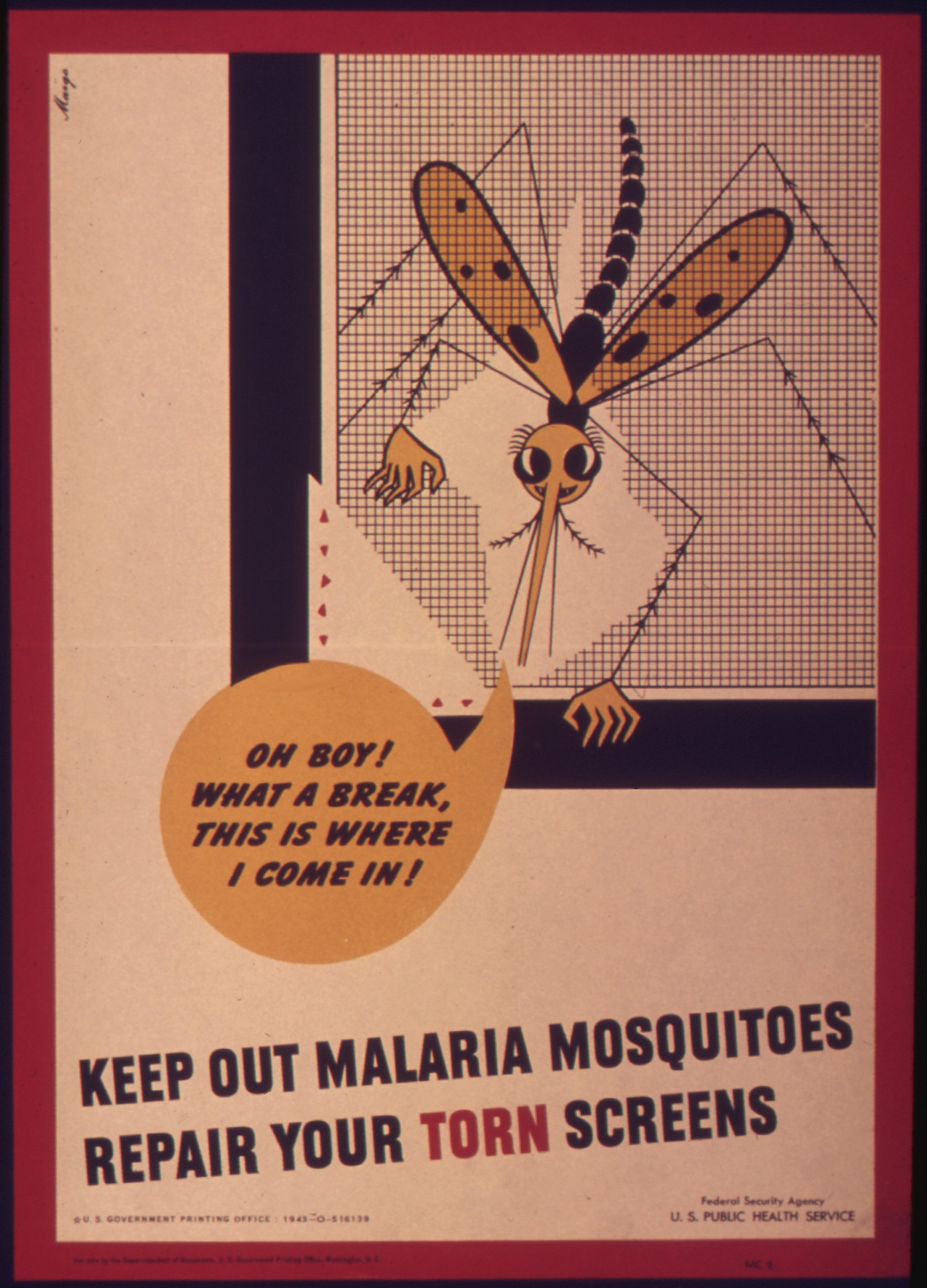
Póster de la Segunda Guerra Mundial: "Mantén fuera a los mosquitos de la malaria, repara mosquiteras rotas". Servicio de Salud Pública de Estados Unidos, 1941-1945.

Referencias a las fiebres periódicas características de la malaria se pueden encontrar a través de los escritos historiográficos, comenzando por el primer milenio a. C. en Grecia y China.
Los factores más influyentes en el esparcimiento o erradicación de la enfermedad son el comportamiento humano (cambios en centros de reunión o en métodos de cultivo) y el estándar de vida. No hay estadísticas precisas sobre cuantas personas se ven afectadas, ya que en zonas rurales muchas personas no tienen acceso a centros de atención médica. Como consecuencia, es posible que la mayoría de casos no se documenten.La pobreza siempre ha estado asociada a esta enfermedad.
Durante miles de años se han utilizado remedios tradicionales para tratar la malaria. El primer tratamiento efectivo vino de la corteza del árbol cinchona, la cual contiene quinina, un compuesto con propiedades antipiréticas y antipalúdicas. Al identificarse la relación entre los mosquitos y los parásitos que portan a principios del siglo XX, se iniciaron medidas de control como el uso del insecticida DDT, el drenaje de pantanos, cubrimiento de superficies abiertas de agua, la fumigación de interiores y mosquiteros con insecticida. La quinina profiláctica fue prescrita en zonas endémicas y se desarrollaron nuevos fármacos como la cloroquina y la artemisina. Hoy en día la artemisina está presente en todos los remedios para el tratamiento de la malaria.
Investigadores de la malaria han ganado múltiples Premios Nobel por sus logros, aunque la enfermedad continúa afectando a 200 millones de pacientes por año, de los cuales unos 600,000 mueren. 
La malaria fue la enfermedad más peligrosa con la que se encontraron las tropas de Estados Unidos en el Pacífico Sur durante la Segunda Guerra Mundial con alrededor de 500,000 hombres infectados.Según el historiador Joseph Patrick Byrne, "Seis mil soldados americanos murieron de malaria durante las campañas de África y el Pacífico Sur."
A finales del siglo XX, la malaria continuaba siendo endémica en más de 100 países en las zonas tropicales y subtropicales, incluyendo áreas grandes como América del Sur y Central, Haití, la República Dominicana, África, el Oriente Medio, el suroeste de Asia y Oceanía. La resistencia del Plasmodium hacia los medicamentos antimaláricos, así como la resistencia de los mosquitos contra insecticidas y el descubrimiento de especies zoonóticas del parásito han complicado las medidas de control.
El diario científico Nature publicó en el 2002 que la malaria pudo haber matado a más de la mitad de todos los humanos en la historia. Sin embargo, profesor emérito de estadística médica Brian Faragher cuestiona la veracidad de este artículo, ya que el diario no presentó ninguna fuente que respaldara este pronóstico. La estimación de Faragher es que entre un 4 y 5% de muertes podrían haber sido causadas por malaria, lejos del 50% original alegado por Nature.

## Origen y período prehistórico

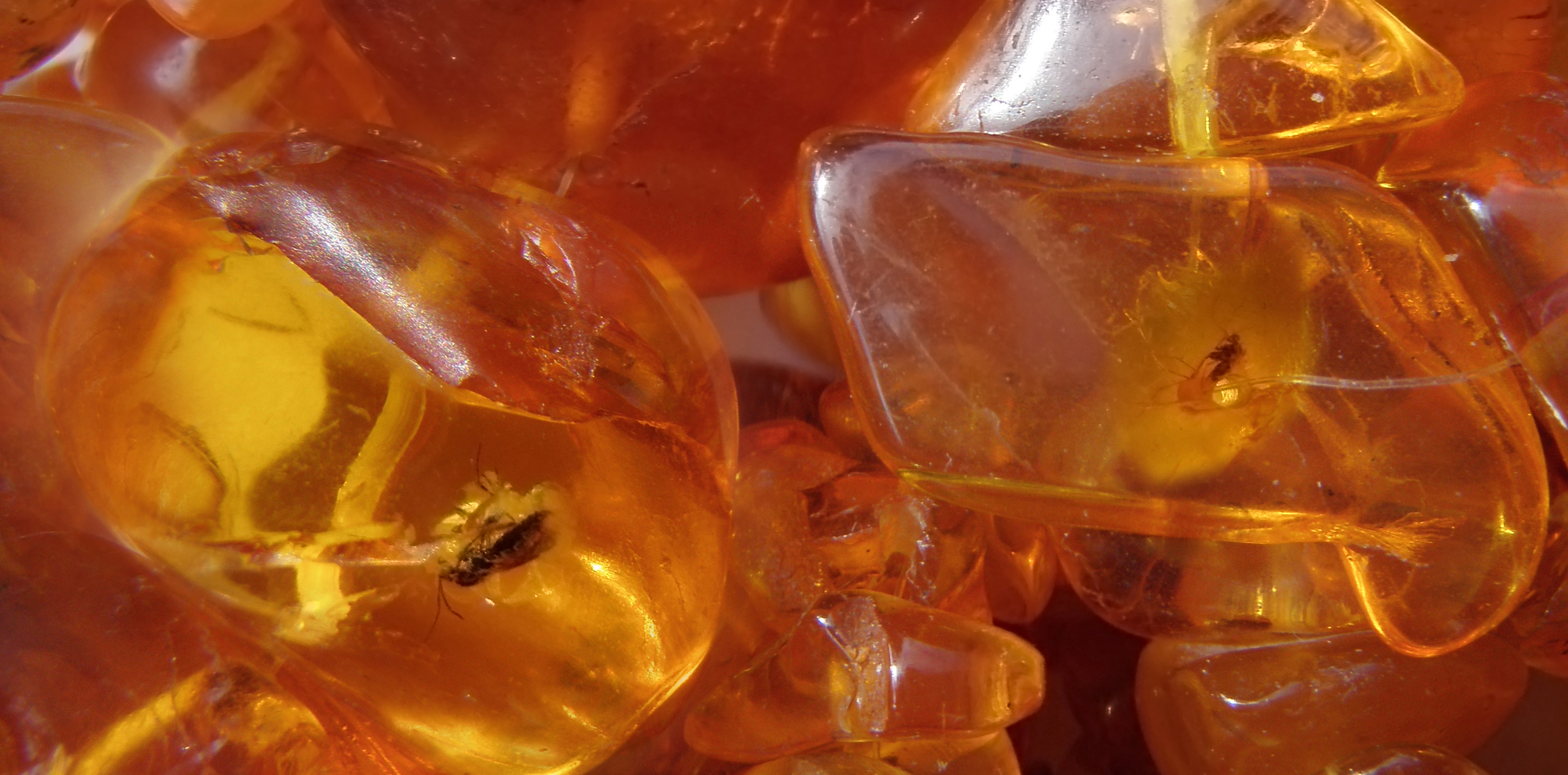
Esta mosca y mosquito llevan siendo preservados en ámbar báltico por unos 40 o 60 millones de años.

La primera muestra de parásito portador de la malaria fue encontrada en mosquitos preservados en ámbar del período paleógeno, que tienen aproximadamente 30 millones de años.Se cree que la malaria humana se originó en África y fue evolucionando con sus hospederos mosquitos y primates no humanos. Los protozoos de la malaria se diversifican en linajes de hospederos primates, roedores, aves y reptiles.
En el ADN del Plasmodium falciparum se puede observar el mismo patrón de diversidad que sus huéspedes humanos, con mayor diversidad en África, y muestra que los humanos modernos llevan portando la malaria desde antes de expandirse fuera del continente africano. Las personas pudieron haberse infectado por medio de los gorilas con la especie Plasmodium falciparum ya mencionada o bien de Plasmodium vivax, otra especie de las seis que infectan a humanos, también originada en los gorilas y chimpancés de África.Otra especie de malaria transmisible a seres humanos fue descubierta recientemente, Plasmodium knowlesi, originada en los changos macacos de Asia. Mientras que Plasmodium malariae es altamente específica para la hospedación en humanos, cierta evidencia apunta a que también puede infectar de manera asintomática a chimpancés salvajes.
Hace unos 10.000 años, la malaria empezó a tener un mayor impacto en la supervivencia humana, coincidiendo con el comienzo de la agricultura en la Revolución neolítica. Las consecuencias incluyeron la selección natural de la anemia falciforme, talasemias, deficiencia de glucosa-6-fosfato, ovalocitosis del sudeste asiático, eliptocitosis y la pérdida de los antígenos Gerbich (glicoforina C) y Duffy presente en los eritrocitos, dado que éstos desórdenes sanguíneos confieren una ventaja selectiva frente a la infección de la malaria.Los principales tres tipos de resistencia genética heredada (anemia falciforme, talasemias y la deficiencia de glucosa-6-fosfato) han estado presentes en el mundo Mediterráneo desde al menos la época del Imperio romano, hace unos 2000 años.
Métodos moleculares han confirmado la alta prevalencia de la malaria por Plasmodium falciparum en el antiguo Egipto.Heródoto, el antiguo historiador griego, documenta que los constructores de las pirámides egipcias (2700-1700 a. C.) recibieron grandes cantidades de ajo, probablemente para protegerlos de la malaria. El faraón Seneferu, fundador de la IV Dinastía de Egipto que reinó entre 2613 y 2589 a. C., usó mosquiteros como protección. Cleopatra VII, la última faraona del antiguo Egipto, también dormía debajo de un mosquitero.La presencia de la malaria en Egipto desde el 800 a. C. en adelante se ha confirmado usando métodos basados en el ADN.

## Período Clásico

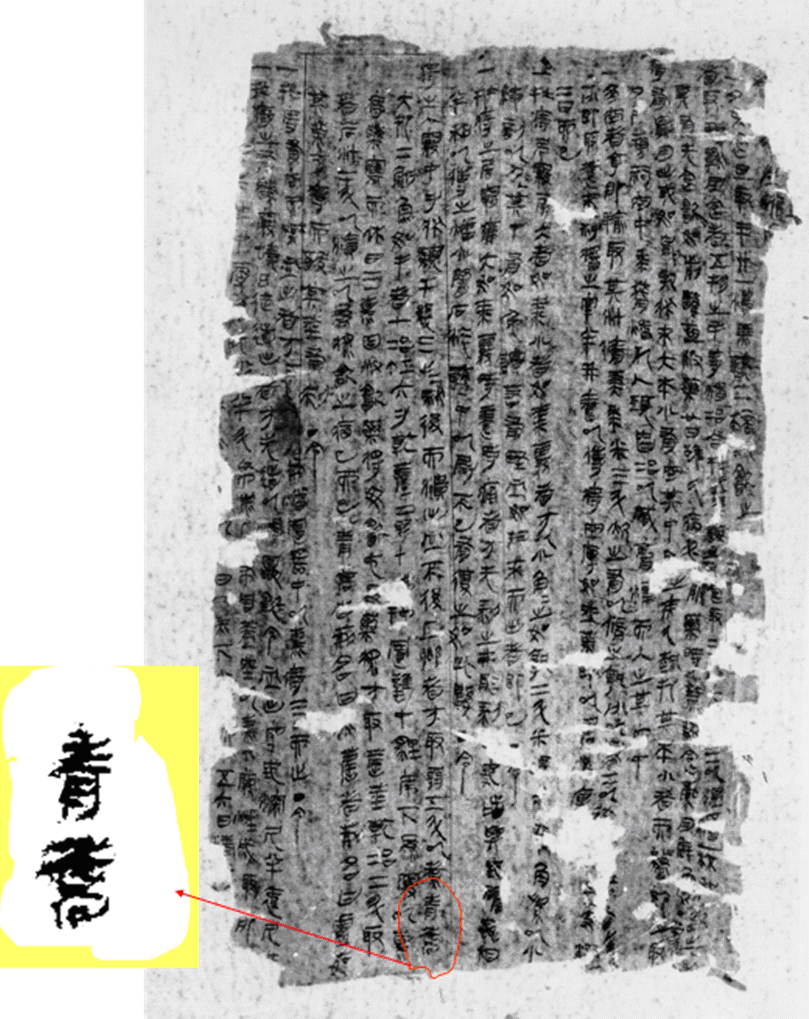
Primera mención de Qing-hao 青蒿 en las 52 recetas de enfermedades; documento de seda desenterrado de la tumba Han en Mawangdui.

La malaria fue ampliamente reconocida en la antigua Grecia en e siglo IV a. C, la cual está implicada en la disminución de la población de muchas ciudades-estado. El término μίασμα (del griego miasma): "mancha, contaminación", fue acuñado por Hipócrates de Kos, quien lo uso para describir los humos peligrosos de la tierra que eran transportados por el aires y podían causar enfermedades graves. Hipócrates (430-370 a. C.), el "padre de la medicina", relacionó la presencia de fiebres intermitentes con las condiciones climáticas y ambientales y las clasificó dependiendo de su frecuencia: Gk.:tritaios pyretos / L.:febris tertiana (fiebre cada tercer día) y Gk.:tetartaios pyretos / L.:febris quartana (fiebre cada cuarto día).
El Huangdi Neijing  chino (El Canon Interno del Emperador Amarillo) que data desde alrededor del año 300 a. C. al 200 CE se refiere a la repetida fiebre paroxística asociada con bazos agrandados y la tendencia a la ocurrencia epidémica.
Alrededor del año 160 a. C., el remedio herbal Qing-hao (青蒿) (Artemisia annua) se empezó a utilizar en China para tratar hemorroides femeninas (Wushi'er bingfang traducido como "Recetas para 52 enfermedades distintas" desenterradas de las tumbas Mawangdui).
Qing-hao fue el primer remedio recomendado por Ge Hong como un medicamento efectivo para los episodios de fiebre intermitente, en el manuscrito chino, del siglo IV, Zhou hou bei ji fang, traducido como "Las recetas de emergencias guardadas en una sola manga". Su recomendación consistía en sumergir hojas frescas de la hierba artemisia en agua fría, escurrirlas y beber el jugo amargo presente en su estado natural.
'La fiebre romana' se refiere a una cepa mortal de malaria que afectó a la campiña romana y la ciudad de Roma en varias épocas de la historia. Una epidemia de fiebre romana, durante el siglo V d. C. pudo haber contribuido a la caída del imperio romano. Los varios remedios que hubo para reducir el bazo en Pedanius Dioscorides de De Materia Medica, se ha sugerido como una posible causa a la malaria crónica del imperio romano.
En 1835, la celebración the Hallowmas se movió de mayo a noviembre por orden del papa Gregorio IV, por "razones prácticas de que, en el verano, Roma no podía atender a la gran cantidad de peregrinos que acudían a él" y tal vez por consideraciones de salud pública y fiebre romana que ocasionó la pérdida de varias vidas de peregrinos durante el bochornoso verano de la región.

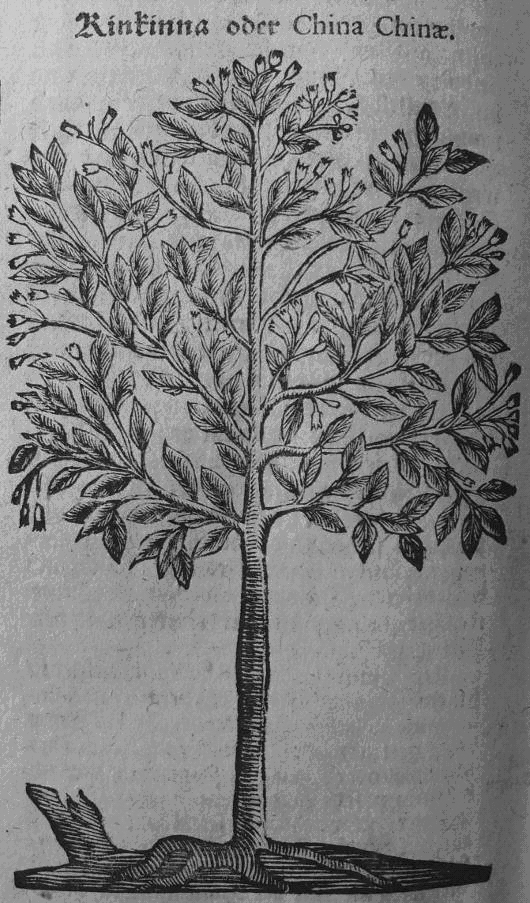
Árbol Cinchona por Theodor Zwinger, 1696.

## Edad Media
Durante la Edad Media, los tratamiento para la malaria (y otras enfermedades) incluían, la inducción de vómito, amputaciones de miembros y la trepanación. Algunos hasta intentaron con la brujería y la astrología e incluso Médicos, cirujanos y curanderos llegaron a dar hierbas mortales como la Belladonna. 

### Renacimiento europeo
El nombre de malaria se deriva de mal aria ('mal aire' en italiano medieval). Esta idea surgió de los antiguos romanos que creían que esta enfermedad venía de terribles humos de pantanos. La palabra malaria tiene sus raíces en la misma teoría, como fue descrita por el historiador y canciller de Florencia, Leonardo Bruni, en su libro Historiarum Florentini populi libri XII, el primer gran ejemplo de la histórica escritura renacentista:
Avuto i Fiorentini questo fortissimo castello e fornitolo di buone guardie, consigliavano fra loro medesimi fosse da fare. Erano alcuni a' quali pareva sommamente utile e necessario a ridurre lo esercito, e massimamente essendo affaticato per la infermità e per la mala ariae per lungo e difficile campeggiare nel tempo dell'autunno e in luoghi infermi, e vedendo ancora ch'egli era diminuito assai per la licenza conceduta a molti pel capitano di potersi partire: perocchè, nel tempo che eglino erano stati lungamente a quello assedio, molti, o per disagio del campo o per paura d'infermità, avevano domandato e ottenuto licenza da lui (Acciajuoli 1476).
Después de que los florentinos habían conquistado esta fortaleza, después de poner a buenos guardianes en él, estaban discutiendo entre ellos mismos en como continuar. Para algunos de ellos parecía ser más útil y necesario el reducir el ejército, lo más que se pudiera a causa de la enfermedad y el mal aire. También debido a los campamentos de larga duración y situados en lugares insalubres durante el otoño. Ellos (los florentinos) consideraron que el ejército se había reducido debido a la licencia de permisos, otorgada a los soldados, por sus oficiales. De hecho, durante el asedio, muchos soldados habían solicitado y obtenido la licencia de permisos debido a las dificultades del campo y el miedo a la enfermedad. [traducido del italiano medieval, Toscanic dialect].
Las llanuras costeras del sur de Italia cayeron de la fama internacional cuando la malaria se expandió en el siglo VI. Casi al mismo tiempo, en las marismas costeras de Inglaterra, mortalidad por la "fiebre de los pantanos" o "ague terciana" (ague: del francés y el latín medieval acuta (febris), fiebre aguda) fue comparable a los sucesos actuales en África subsahariana.
William Shakespeare nació al comienzo de un período especialmente frío, que los climatólogos llaman, "Pequeña Edad de Hielo", sin embargo, él era consciente de los estragos de la enfermedad, tanto que la mencionó en ocho de sus obras de teatro.
Cuentas médicas y antiguos reportes de autopsias, declaran que las fiebres tercianas de malaria, habían causado la muerte de cuatro miembro de la prominente familia Medici de Florencia. Estas afirmaciones han sido confirmadas con metodologías modernas.

## Propagación a las Américas
La malaria no se menciona en los "libros médicos" de los mayas o aztecas. Los colonos europeos, junto con sus esclavos de África occidental, probablemente trajeron la malaria a América en el siglo XVI.

### Árbol Cinchona
Misioneros españoles encontraron que la fiebre fue tratada por los amerindios, cerca de Loxa (Perú), con polvo de la corteza de árboles peruanos (más tarde establecido que podía ser de cualquier tipo de árbol del género Cinchona). Así mismo, fue utilizado por los indios quechuas de Perú para reducir los temblores causados por los escalofríos. Agostino Salumbrino (1561-1642), hermano jesuita, que vivió en Lima y fue boticario de profesión, observó a los quechuas que usaban la corteza del árbol cinchona para tratar la enfermedad. Aunque se buscaba tratar el frío y temblor causado por la enfermedad, fue también efectivo para la malaria en general. El uso de la corteza del "árbol de la fiebre" fue introducido a la medicina europea por los misioneros jesuitas. El jesuita Bernabé de Cobo (1582-1657), quien exploró México y Perú, es acreditado por llevar la corteza del árbol cinchona a Europa. Trajo la corteza desde Lima hasta España, y después a Roma y otras partes de Italia, en 1632. Francisco Torti escribió, en 1712, que solo "la fiebre intermitente" era susceptible a la corteza del árbol de la fiebre. Este trabajo finalmente estableció la naturaleza de la corteza del cinchona y la llevó al uso general en la medicina.
Fue casi 200 años antes de que principios activos de quinina y otros alcaloides fueran aislados de la corteza del cinchona. La quinina, una planta alcaloide y tóxica es, además de sus propiedades antimaláricas, un efectivo relajante muscular, ya que actualmente se sugiere para los calambres nocturnos (corroborando su uso para los temblores por los indios peruanos).

### Indicadores clínicos
En 1717, la pigmentación oscura del bazo y el cerebro, después de la muerte, fue publicado por el epidemiólogo Giovanni Maria Lancisi en su libro de malaria, De noxiis paludum effluviis eorumque remediis. Este fue uno de los primeros informes de la característica ampliación del bazo y el color oscuro de éste y el cerebro tras la muerte causada por una infección crónica de malaria. Relató la prevalencia de la malaria en zonas pantanosas con presencia de moscas, por lo que recomendó el drenaje de pantanos para prevenir la infección.

## sigloXIX

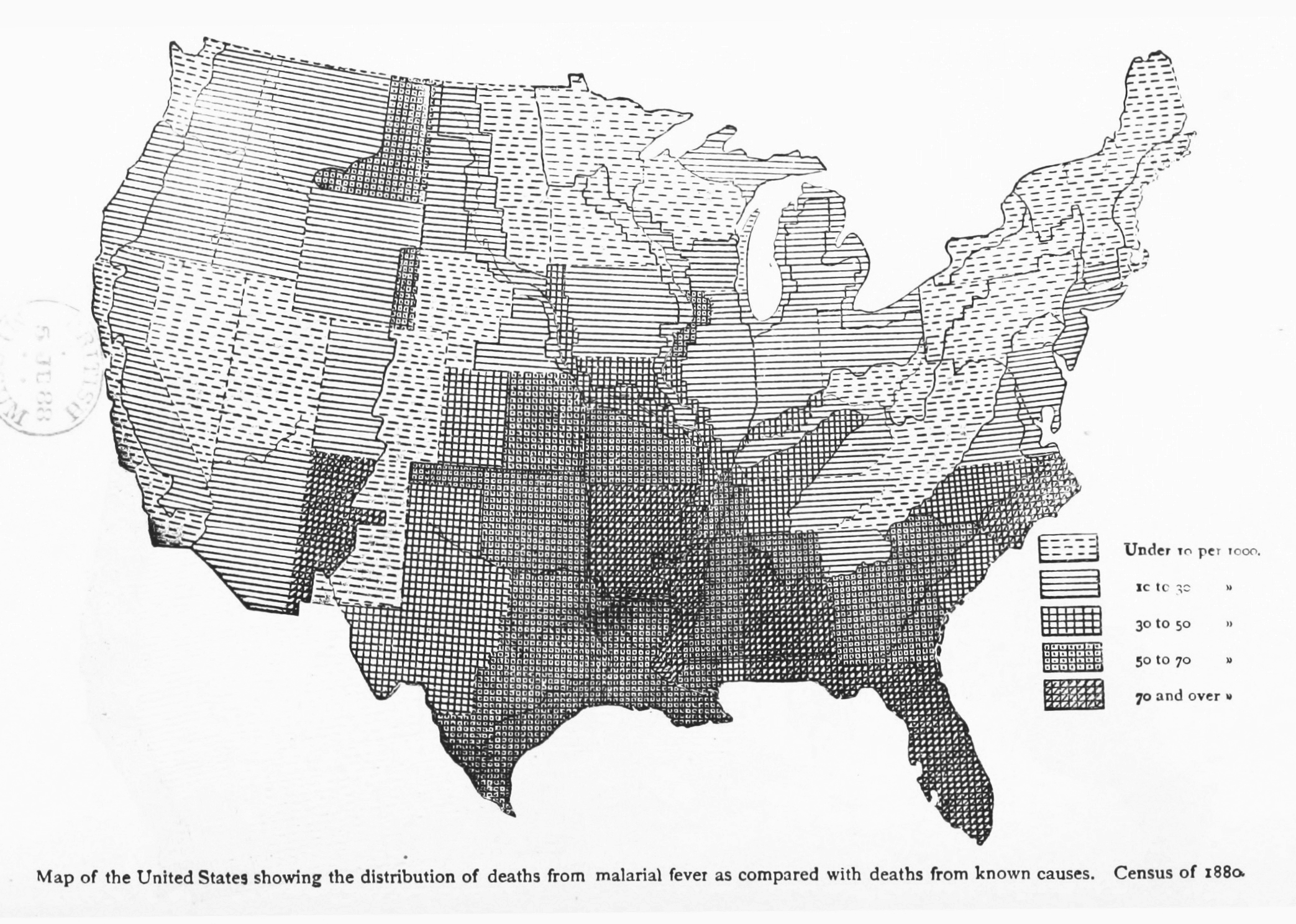
Mapa de los Estados Unidos mostrando la distribución de la muertes causadas por la malaria. Censo de 1880.

En este siglo, se desarrollaron los primeros medicamentos para tratar la malaria y se identificaron, a los parásitos, como la fuente. 

### Medicamentos antimaláricos

#### Quinina
El químico francés Pierre Joseph Pelletier y el farmacéutico Joseph Bienaimé Caventou, en 1820, separaron los alcaloides y la quinina de la corteza del árbol de la fiebre, permitiendo la creación de dosis estandarizadas de los ingredientes activos. Antes de este año, la corteza solo se secaba hasta lograr un polvo fino y se mezclaba con un líquido (comúnmente vino) para beberlo.
Un comerciante inglés, Charles Ledger y su criado amerindio, pasaron cuatro años recolectando semillas cinchona en los Andes de Bolivia, muy apreciadas por su quinina, pero cuya exportación estaba prohibida. Ledger consiguió la manera de sacar las semillas; en 1865, el gobierno holandés cultivó 20, 000 árboles del género Cinchona ledgeriana en Jama (Indonesia). Al término del siglo XIX, los holandeses habían establecido un monopolio mundial sobre su suministro.

#### 'La Tintura de Warburg'
En 1834, en la Guayana Británica, un médico alemán, Carl Warburg, inventó un medicamento antipirético: "La Tintura de Warburg". Este remedio secreto contenía quinina y otras hierbas. Se hicieron ensayos en Europa entre 1840 y 1850. Fue oficialmente adoptado por el Imperio austríaco en 1847. El gobierno británico ha suministró la Tintura de Warburg a las tropas en la India y otras colonias.

#### Azul de metileno
En 1876, el azul de metileno fue sintetizado por el químico alemán Heinrich Caro. En 1891, Paul Ehrlich describió el uso de colorantes "neutros", una mezcla de colorantes ácidos y básicos para la diferenciación de células en frotis de sangre periféricas. En 1891, Ernst Malachowski y Dmitri Leonidovich Romanowsky, independientemente, desarrollaron técnicas usando una mezcla de Eosina Y y azul de metileno modificado que produjo un matiz sorprendente no atribuido ninguno de los componentes de la tinción: una sombra morada. Malachowski utilizó soluciones de azul de metileno tratadas con alcalinos. Este nuevo método diferenció células sanguíneas y mostró los núcleos de los parásitos de la malaria. La técnica de tinción de Malachowski fue una de las más significantes en los avances técnicos de la historia de la malaria.
En 1891, Paul Guttmann y Ehrlich, notaron que el azul de metileno tiene una gran afinidad por algunos tejidos y que este colorante tenía una ligera propiedad antimalárica. El azul de metileno y sus congéneres pueden actuar como prevención de la biocristalización del cofactor hemo.

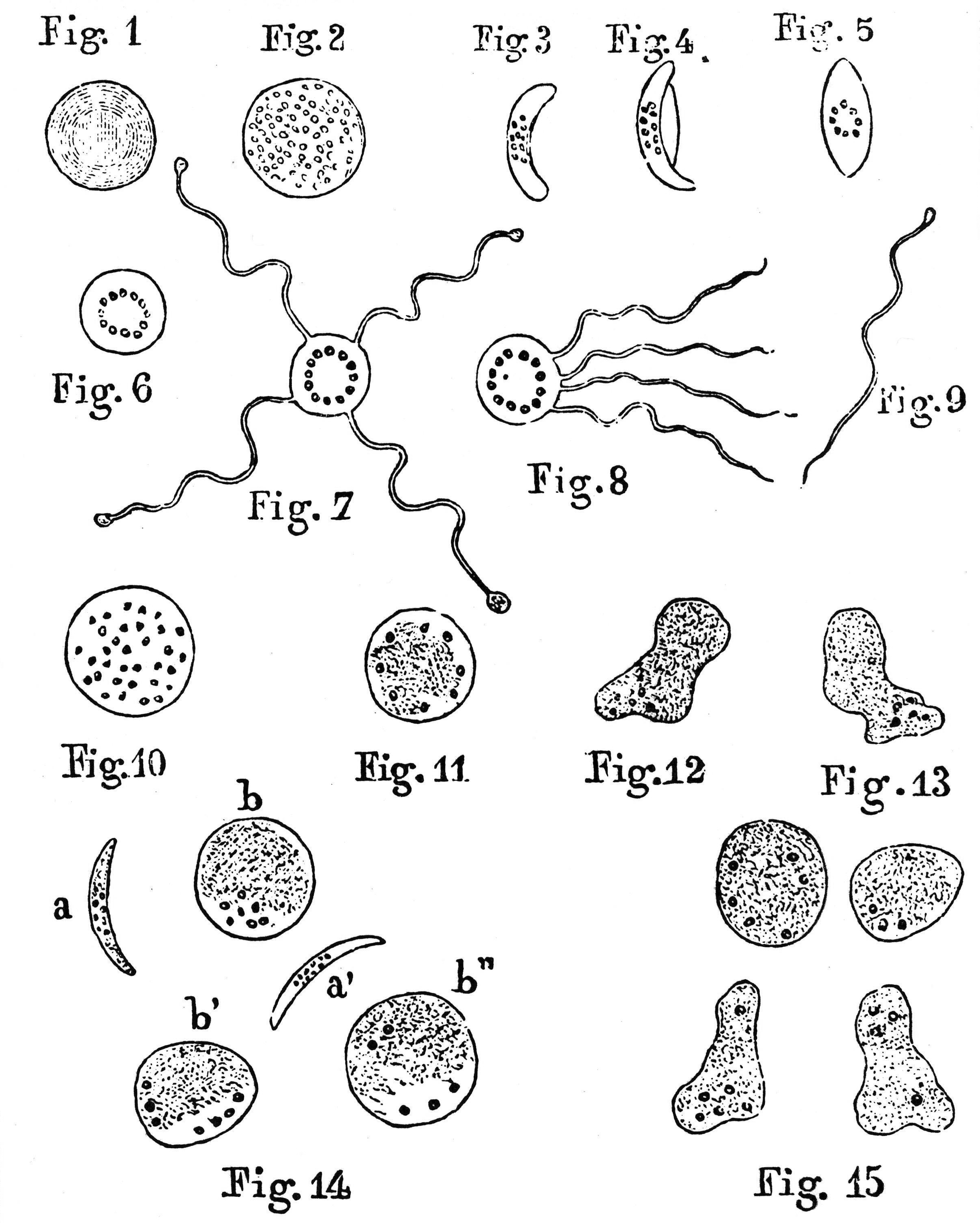
En 1880, Charles Louis Alphonse Laveran observó parásitos pigmentados y la exflagelación de los gametocitos machos.

### Etiología: Identificación de Plasmodium y Anopheles
En 1848, el anatomista alemán Johann Heinrich Meckel registró gránulos pigmentados de negro y marrón en la sangre y el bazo de un paciente que había muerto en un hospital psiquiátrico. Se cree que Meckel estuvo examinando parásitos de la malaria sin darse cuenta; él no mencionó a la malaria en su reporte. Él planteó la hipótesis de que la pigmentación era melanina. La relación causal del pigmentos con el parásito se estableció en 1880, cuando el médico francés Charles Louis Alphonse Laveran, trabajando en el hospital militar de Constantina, Argelia, observó parásitos pigmentados adentro de las células rojas en la sangre de pacientes sufriendo de malaria. Fue testigo de hechos de esflagelación y se convenció de que los flagelos móviles eran microorganismos parásitos. El notó que la quinina elimina los parásitos de la sangre. Laveran llamó, a estros organismos microscópicos, Oscillaria malariae y propuso que la malaria era causada por este protozoo. Este descubrimiento se mantuvo en polémica hasta el desarrollo del aceite de inmersión, en 1884, y el desarrollo de mejores métodos de tinción de 1890 a 1891. 
En 1885, Ettore Marchiafava, Angelo Celli y Camillo Golgi, estudiaron los ciclos de reproducción en la sangre humana (ciclos de Golgi). Golgi observó que todos los parásitos presentes en la sangre, se dividían casi simultáneamente a intervalos regulares que justamente coincidían con los ataques de fiebre. En 1886, Golgi describió las diferencias morfológicas, que hoy en día aún se utilizan, para distinguir los dos especies de parásitos que causan la malaria, Plasmodium vivax y Plasmodium malariae. Poco después de esto, Sakharov, en 1889, y Marchiafava y Celli, en 1890, independiente identificaron a Plasmodium falciparum como una especie distinta de P. malariae y P. vivax. En 1890, Grassi y Feletti revisaron la información disponible y nombraron a ambas especies, P. malariae y P. vivax (dentro del género Entamoeba.) Para la década de 1890, el germen de Laverna fue generalmente aceptado, pero las mayoría de sus ideas iniciales habían sido descartadas en favor de la labor taxonómica y la patología clínica de la escuela italiana. Marchiafava y Celli llamaron al nuevo organismo, Plasmodium. H. vivax pronto fue renombrada como Plasmodium vivax. En 1892, Marchiafava y Bignami probaron que las múltiples formas vistas por Laveran fueron de una sola especie. Estas especies fueron finalmente llamadas, P. falciparum. Laveran fue premiado con el Premio Nobel en Psicología o Medicina en 1907 "en reconocimiento de su trabajo en el papel desempeñado por los protozoos en la causa de enfermedades".
El médico holandés, Pieter Pel, propuso por primera vez un tejido del parásito de la malaria en 1856, postergando su descubrimiento por más de 50 años. Esta sugerencia fue reiterada en 1893 cuando Golgi sugirió que los parásitos pueden tener una fase de tejido sin descubrir (esta vez en las células endoteliales). Pel, en 1896, apoyó la teoría de Golgi acerca de la fase latente del tejido en los parásitos.
El establecimiento del método científico alrededor de la mitad del siglo XIX, provocó que se exigieran hipótesis y fenómenos verificables para la causalidad y transmisión. Reportes de anécdotas y el descubrimiento, en 1881, de que los mosquitos eran el vector de la fiebre amarilla,
 finalmente llevaron a la investigación de mosquitos en relación con la malaria. 

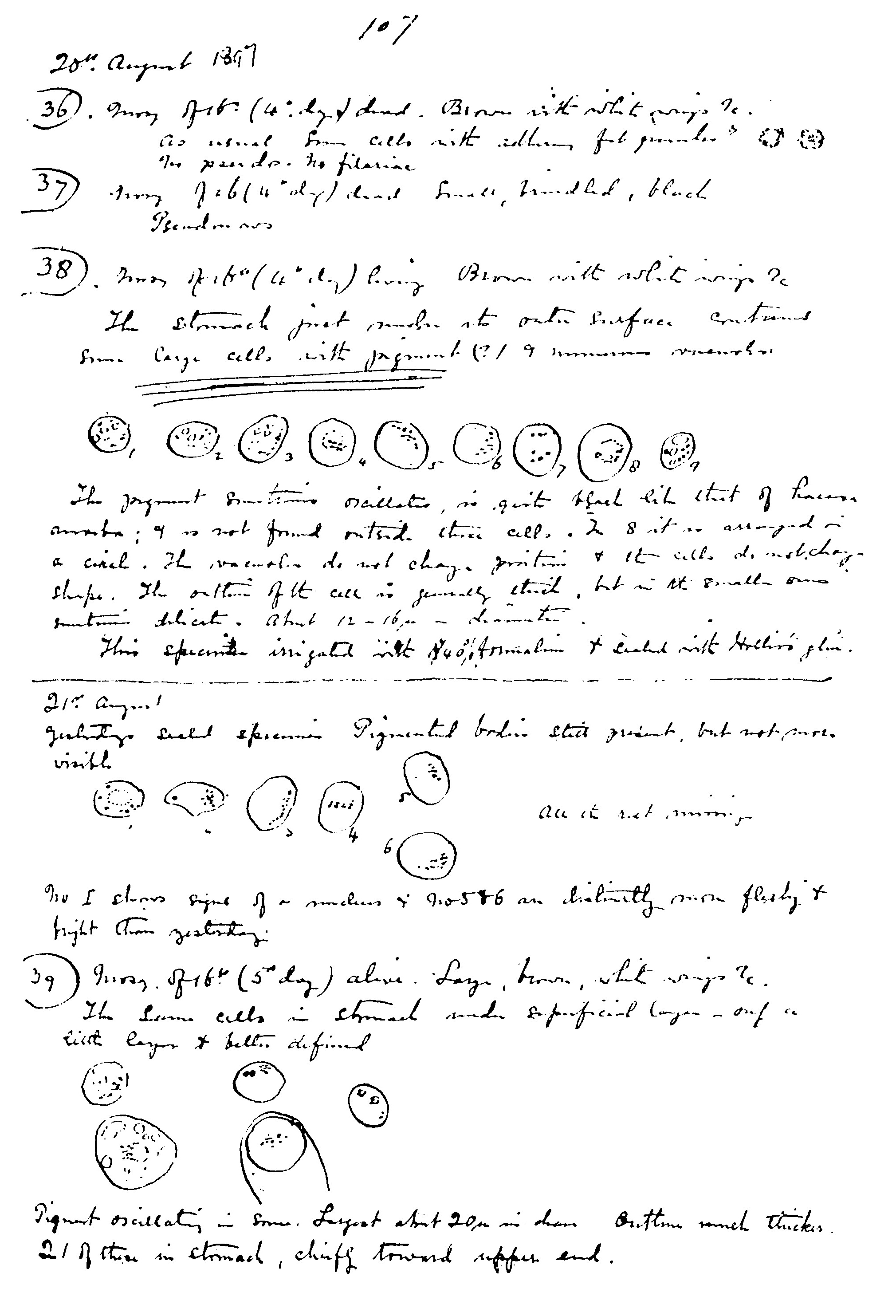
El cuaderno en el que Ronald Ross describió por primera vez parásitos pigmentados de malaria en tejido de estómago del mosquito Anopheles, 20 y 21 de agosto de 1897

Un esfuerzo temprano para la prevención de la malaria ocurrió en 1896 en Massachusetts. Un brote en Uxbridge empujó al oficial de la salud, el Dr. Leonard White, a escribir un reporte a la Junta Estatal de Salud, el cual llevó al estudio de las relaciones entre mosquitos y la malaria y los primeros esfuerzos para la prevención de la malaria. El patólogo del estado de Massachusetts, Theobald Smith, le pidió al hijo de White que recogiera especímenes de mosquitos para un análisis posterior, así como los ciudadanos pusieran cortinas en las ventanas y se tomaran muestras de los drenajes.
El británico sir Ronald Ross, un cirujano militar que trabajaba en Secunderabad, India, probó, en 1897, que la malaria era transmitida por mosquitos, un evento reconocido como el Día Mundial del Mosquito. Fue capaz de encontrar parásitos de malaria pigmentados en un mosquito que se alimentaba artificialmente de un paciente infectado. Continuó su investigación en la malaria al demostrar que ciertas especies de mosquito (Culex fatigans) transmitían la malaria a gorriones, porque aisló los parásitos de malaria de las glándulas salivales de los mosquitos que se alimentaban de dichas aves infectadas. Reportó sus resultados en la Asociación Médica Británica en Edimburgo en 1898. 
Giovanni Battista Grassi, profesor de Anatomía Comparativa en la Universidad de Roma, demostró que la malaria humana podía ser transmitida únicamente por mosquitos Anopheles (del griego: bueno para nada). Grassi, junto con Amico Bignami, Guiseppe Bastianelli y Ettore Marchiafa, anunciaron, en la sesión de la Accademia dei Lincei, el 4 de diciembre de 1898, que un hombre sano en una zona no malárica había contraído malaria después de haber sido picado por una especie experimental de Anopheles claviger.
De 1898 a 1899, Bastianelli, Bignami y Grassi, fueron los primeros en observar el ciclo completo de la transmisión de P. falciparum, P. vivax y P. malaria de un mosquito a un humano y de regreso a un A. claviger.
Se creó una disputa entre las escuelas británicas e italianas de malariología acerca de la prioridad, pero Ross recibió el Premio Nobel de 1902 por Psicología o Medicina por "su trabajo en la malaria, en el cual enseñó como infectaba a un organismos y de ahí fundó la asociación para lograr una investigación exitosa de la enfermedad y los métodos que podían usarse para combatirla".

### Síntesis de la quinina
Williama Henry Perkin, un estudiante de August Wilhelm von Hofmann, en el Colegio Real de Química, en Londres, sin éxito, trató, en la década de 1850, sintetizar la quinina en proceso comercial. La idea era tomar dos equivalentes de N-allytoluidine (C
10H
13N) y 3 átomos de oxígenos para producir quinina (C
20H
24N
2O
2) y agua. En vez de eso, se produjo mauve de Perkin. Antes del descubrimiento de Perkin, todos los colorantes y pigmentos eran derivados de raíces, hojas, insectos o, en el caso del morado tyrian, de moluscos. 
La quinina no fue exitosamente sintetizada hasta 1918. La síntesis continúa siendo elaborada, cara y de bajo rendimiento, con el problema adicional de la separación de estereoisómeros. La quinina no es de los medicamentos para utilizados en el tratamiento, la producción moderno aún se basa en la extracción del árbol cinchona. 

## sigloXX

### Etiología: etapa de tejido y reproducción de Plasmodium
Las recaídas fueron notadas por primera vez, en 1897, por William S. Thayer, quien contó las experiencias de un médico que recayó 21 meses después de haber dejado un área endémica, por lo que propuso la existencia de una etapa de tejido. Las recaídas fueron confirmadas por Patrick Manson, quien permitió que mosquitos Anopheles se alimentaran en su hijo mayor. Manson, después describió la recaída nueve meses después de su aparente cura con quinina.
También, en la década de 1990, Amico Bignami y Giuseppe Bastianelli encontraron que no podían infectar a un organismo con sangre conteniendo únicamente gametocitos. La posibilidad de la existencia de una etapa crónica de infección de sangre fue propuesta por Ronald Ross y David Thompson en 1910.
La existencia de un parásito con reproducción asexual en células de los órganos internos, fue primero demostrado por Henrique de Beaurepaire Aragao en 1908.
Tres posibles mecanismos de recaída fueron propuestos por Marchoux en 1926. El primero consta de la partenogénesis de macrogametocitos, el segundo de la persistencia de schizonts en pequeña cantidad en la sangre, donde la inmunidad inhibe su multiplicación y después desaparecen y el tercero de la reactivación de un quiste en la sangre. En 1931, James propuso que las esporozoitos son cargados a los órganos internos, donde entran a las células retículoendoteliales y son sometidas a un ciclo de desarrollo, basado en la falta de la actividad de la quinina en ellos. En 1935, Huff y Bloom demostraron etapas de la malaria que ocurrían fuera de las células sanguíneas. En 1945, Fairley et al. reportó que la inoculación de sangre de un paciente con P. vivax podía fallar para inducir la malaria, aunque el donante podía exhibir la condición. Los esporozoítos desaparecieron del torrente sanguíneo en una hora y reaparecieron ocho días después. Esto sugirió la presencia de formas de parásitos que persisten en los tejidos. Usando mosquitos en vez de sangre, en 1946, Shute describe un fenómenos similar y propuso la existencia de un cuerpo x o forma de resistencia. El siguiente año, Sapero propuso una relación entre la recaída y una etapa de tejido que no había sido descubierta. En 1947, Garnham describió shizogonia exoeritrocítica en Hepatocysits (Plamodium) Kochi.  En el siguiente año, Shortt y Garnham describieron las etapas más vivas de P. cynomolgi en changos. En el mismo año, un humano voluntario, autorizó recibir una cantidad masiva de esporozoítos infectados de P. vivax y someterse una biopsia de hígado tres meses después, dejando así que Shortt el al. demostrara la etapa de tejido. La forma de tejido de Plasmodium ovale fue descrita en 1954 y la de P. malariae en 1960 en chimpancés experimentalmente infectados.
La forma de hígado latente o inactiva del parásito (hypnozoite), aparentemente responsable por las recaídas características de las infecciones de P. vivax y P. ovale, fue primero observada en la década de 1980. El término hypnozoite fue acuñado por Miles B. Markus mientras era un estudiante. En 1976, especuló: "Si los esporozoítos de Isospora pueden comportarse de esta manera, entonces aquellos relacionado con Esporozoo, como los parásitos de la malaria, pueden tener la habilidad de sobrevivir en los tejidos de una manera similar." En 1982, Krotoski et al reportó la identificación de P. vivax hypnozoites en células del hígado de chimpancés infectados.

### Malarioterapia
A los principios del siglo XX, antes de los antibióticos, pacientes con sífilis eran intencionalmente infectados con malaria para provocar una fiebre; esto era llamado malarioterapia. En 1917, Julius Wagner-Jauregg, un psiquiatra vienés, empezó a tratar la neurosífilis induciendo la malaria de Plasmodium vivax. Tres o cuatro combates de fiebre eran necesarios para matar la bacteria de sífilis sensible al calor (Spirochaeta pallida también conocida como Trepnema pallidum). Las infecciones por P. vivax eran finalizadas con quinina. Al control correctamente la fiebre con quinina, los efectos de ambas, la sífilis y la malaria, podían ser minimizados. Alrededor del 15% de los pacientes murieron de malaria, pero esta era preferible a que la mayoría muriera de sífilis. La malaria terapéutica abrió puerta a un gran campo de investigación quimioterapéutica y fue utilizada hasta la década de 1950. Wagner Jauregg fue premiado con el Premio Nobel de 1927 de Psicología o Medicina por su descubrimiento del valor terapéutico de la malaria en el tratamiento de la demencia paralítica.
Henry Heimlich ha adquirido la malarioterpia como tratamiento contra el sida. Así mismo, algunos estudios de malarioterapia para el VIH se han llevado a cabo en China. El CDC no recomienda el uso de la malarioterapia para el VIH.

### Canal de Panamá y el control de vectores
En 1881, el Dr. Carlos Finlay, un doctor practicante en La Habana, postuló la teoría de que la fiebre amarilla era transmitida por mosquitos específicos, después designados como Aedes aegypti. La teoría se mantuvo de forma controversial por 20 años, hasta que se confirmó en 1901 por Walter Reed. Esta fue la primera prueba científica de una enfermedad transmitida exclusivamente por un mosquito de vector, así como se demostró que para controlar la enfermedad era necesario terminar con ese vector. 
La fiebre amarilla y la malaria infectando a trabajadores, hizo que se retrasara notablemente la construcción del Canal de Panamá. El control de mosquitos, instituido por William C. Gorgas, redujo drásticamente el problema.

### Medicamentos antimaláricos

#### Cloroquina

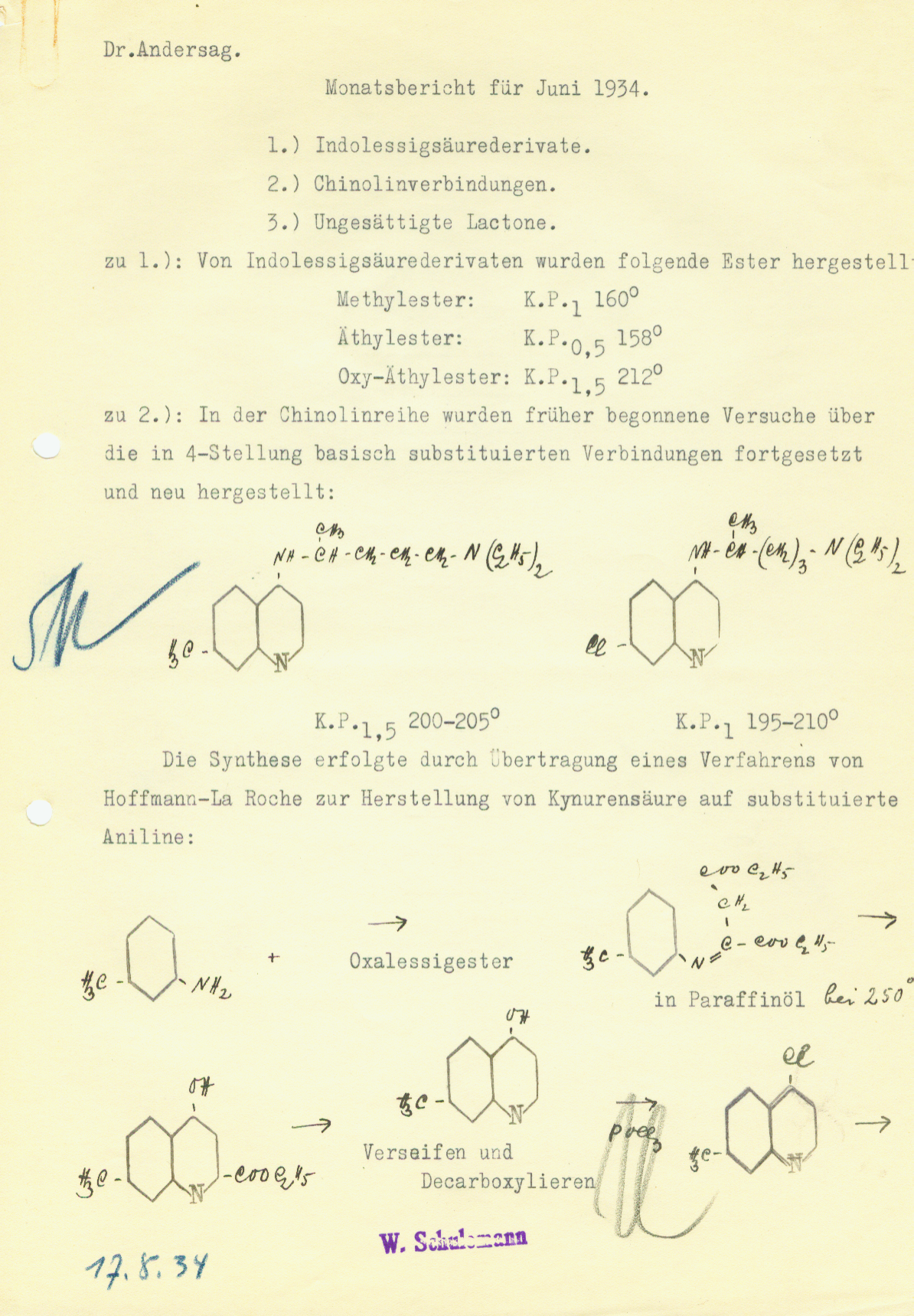
Protocolo para la síntesis de Resochin, Hans Andersag 1934.

Johann "Hans" Andersag y algunos colegas, sintetizaron y probaron 12,000 compuestos y finalmente produjeron Resochin como un substituto para la quinina en la década de 1930. Está químicamente relacionado con la quinina a través de la posesión de un núcleo de quinolina y de una cadena secundaria de dialkylaminoalkylamina. Resochin (7-chloro-4- 4- (dietilamina) – 1 – metilbutil amino quinolina) y un compuesto similar, Sontochin (3-metil Resochin) fueron sintetizados en 1934. En marzo de 1946, el medicamento fue oficialmente nombrado Cloroquina.
La cloroquina es un inhibidor de la producción de hemozoina a través de la biocristalización. La quinina y la cloroquinina afectan a los parásitos maláricos solo en la etapa de vida en la que los parásitos forman pigmentos hemáticos (hemozoina) como un derivado de la degradación de la hemoglobina. Formas resistentes de P. falciparum contra la cloroquina, surgieron 19 años después.
Las primeras cepas resistentes fueron detectadas alrededor del borde de Camboya, Tailandia y en Colombia, en 1950. En 1989, la resistencia a la cloroquina en P. vivax fue reportada en Papúa Nueva Guinea. Estas cepas resistentes en se esparcieron rápidamente, produciendo un aumento en la mortalidad, particularmente en África durante la década de 1990.

#### Artemisininas
El chequeo sistemático de tradicionales hierbas medicinales chinas fue llevado a cabo por equipos de investigación chinos que consistían de cientos de científicos entre las décadas de 1960 y 1970. Qinghaosu, más tarde llamado atemisina, fue extraído en un pH neutro 7 de hojas secas de Artemisia annua.
La artemisina fue aislada por el farmacologista Tu Youyou (Premio Nobel en Fisiología o Medicina, 2015). Tu lideró un equipo sustentado por el gobierno chino para encontrar el tratamiento para la malaria resistente a la cloroquina. Su trabajo fue conocido como Proyecto 523, nombrado así por su anunciamiento el 23 de mayo de 1967. El equipo investigó más de 2000 preparaciones de hierbas chinas y para 1971 habían hecho más de 380 extractos de 200 hierbas. Un extracto de ginghao (Artemisia annua) fue efectivo, pero sus resultados variaban. Tu revisó la literatura, incluyendo Zhou hou bei ji fang (un libro de prescripciones de emergencia) escrito en el 340 d. C. por el médico chino Ge Hong. Este libro contenía la única referencia útil para la hierba: "Un puño de quinhao sumergido en 2 litros de agua, exprima todo el jugo y tómeselo todo." El equipo de Tu, subsecuentemente aisló un extracto no tóxico que fue 100% efectivo contra la paristemia en los animales. Las primeras pruebas exitosas de la artemisina se dieron en 1979.

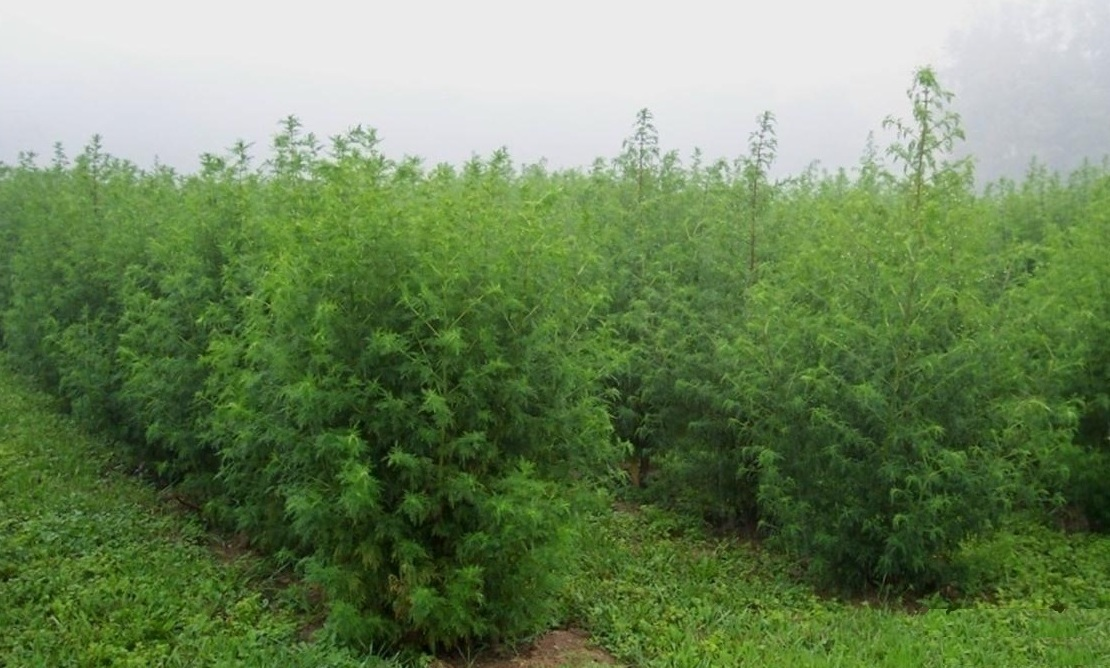
Artemisia annua siendo cultivada en campos del Este de Virginia para la producción de artemisina, 2005.

La artemisina es una lactona sesquiterpeno que contiene un grupo peróxido, que se cree que es esencial para la actividad anti malárica. Sus derivados, artesunato y arteméter, han sido usados en clínicas desde 1987 para el tratamiento de resistencia a medicamentos contra la malaria, especialmente la malaria cerebral. Estos medicamentos son característicos por su acción rápida, su alta eficacia y su buena tolerancia. Matan las formas asexuales de P. berghei y P. cynomolgi y tienen una actividad de bloqueo de transmisión. En 1985, Zhou Yiging y su equipo, combinaron artémete y lumefantirina en una sola tableta, que fue registrada como medicina en China en 1992. Después fue conocida como "Coartem". Tratamiento combinado de artemisina (TCA) ahora son ampliamente usados para tratar malaria falciparum, pero el acceso a TCA es aún limitado en la mayoría de las ciudades endémicas y solo la minoría de los pacientes que lo necesitan, lo reciben.
En el 2008, White predijo un mejoramiento en prácticas agrícolas, selección de hierbas con alto rendimientos, producción microbial y el desarrollo de peróxidos sintéticos con precios más bajos.

### Insecticidas
Los esfuerzos para controlar el esparcimiento de la malaria sufrieron un importante revés en la década de 1930. El entomólogo Raymond Corbett Shannon descubrió mosquitos Anopheles gambiae viviendo en Brasil (análisis de ADN reveló, tiempo después, que se trataba de la especie A. arabiensis). Esta especie de mosquito es particularmente eficiente como vector de la malaria y es nativa de África.
En 1938, la introducción a este vector, causó la epidemia más grande de malaria jamás vista en el Mundo Nuevo. Aun así, la completa erradicación de A. gambiae del noreste de Brasil y el Nuevo Mundo, fue lograda en la década 1940 por la aplicación sistemática de arsénico en criaderos y spray de Pyrethrum en lugares de descanso para adultos.
Los mosquiteros tratados con insecticida (MTI) previenen esta enfermedad de manera efectiva. Sin embargo, se han identificado ciertos obstáculos en cuanto al aumento de su uso.
Una revisión sistemática de diez estudios, nueve realizados en África y uno en la India, concluyó que la entrega gratuita de MTI aumenta ligeramente el número de propietarios, comparado con su provisión a precio de mercado o subvencionado. Asimismo, educar sobre el uso adecuado de MTI aumenta el número de personas que duermen bajo un mosquitero, comparado con un grupo de control que no recibió dicha educación. No se midieron efectos secundarios adversos. Por último, existe evidencia de una mejoría de la morbilidad por malaria como resultado del aumento de tenencia y uso de MTI, aunque estos hallazgos siguen siendo inciertos.

#### DDT
El química austriaco Othmar Zeidler es acreditado por la primera síntesis de DDT (DicloroDifenilTricloroetano) en 1874. Las propiedades insecticidas del DDT fueron identificadas en 1939 por el químico Paul Hermann Müller de la Farmacéutica Geigy. Por este descubrimiento del DDT como veneno contra varios artrópodos, fue premiado con el Premio Nobel de 1948 de Psicología o Medicina. En el otoño de 1942, muestras del químico fueron adquiridas por los Estados Unidos, Bretaña y Alemania. Pruebas de laboratorio demostraron que fue altamente efectivo contra muchos insectos.
Estudios de la Fundación Rockefeller mostraron, en México, que el DDT se mantenía efectivo por seis u ocho semanas si se rociaba dentro de las paredes y techos de las casas y otros edificios. El primer campo probado en el que DDT residual era aplicado al interior de las superficies de todos los edificios fue llevado a cabo en el centro de Italia en la primavera de 1944. El objetivo era determinar el efecto residual del spray contra la densidad Anophelina en la ausencia de medidas de control. El rociar el DDT comenzó, en Catel Voltuno y meses después en el delta del Tíber. 
La efectividad sin precedentes del químico fue confirmada: el nuevo insecticida era capaz de erradicar la malaria al erradicar los mosquitos. Al final de la Segunda Guerra Mundial, un programa masivo de control de malaria basado en el rocío de DDT, fue llevado a cabo en Italia. En Sardinia, la segunda isla más grande del Mediterráneo, entre 1946 y 1951, La Fundación Rockefeller, condujo un experimento a gran escala para probar la accesibilidad de la estrategia de "erradicación de especies" en un vector de malaria endémica. La malaria era efectivamente eliminada en los Estados Unidos con el uso de DDT en el Programa Nacional de Erradicación de Malaria (1947-52). El concepto de erradicación prevaleció en 1955 en la Octava Asamblea Mundial de la Salud: el DDT fue adoptado como una herramienta primaria en la lucha contra la malaria. 
En 1953, La Organización Mundial de la Salud (OMS) lanzó un programa antimalárico en partes de Liberia como proyecto piloto para determinar la accesibilidad de la erradicación de la malaria en el trópico de África. Aun así, estos proyectos se encontraron con dificultades que determinaron la retirada general de los esfuerzos por erradicar la malaria a través de los trópicos de África a mediados de 1960.
El DDT se prohibió en 1972 en Estados Unidos, después de la discusión que inició en 1962 por la Primavera Silenciosa, escrita por el biólogo americano Rachel Carson, que puso en marcha el movimiento ecologista en Occidente. El libro catalogaba los impactos ambientales por el uso indiscriminado de DDT y sugirió que los pesticidas causaban cáncer y que su uso agrícola era una amenaza para la vida silvestre. La Agencia de Desarrollo Internacional de los Estados Unidos apoyó el rociar DDT en los adentros como un componente vital para los programas de control de la malaria, así como inició otros programas para la aplicación de insecticidas en países tropicales.

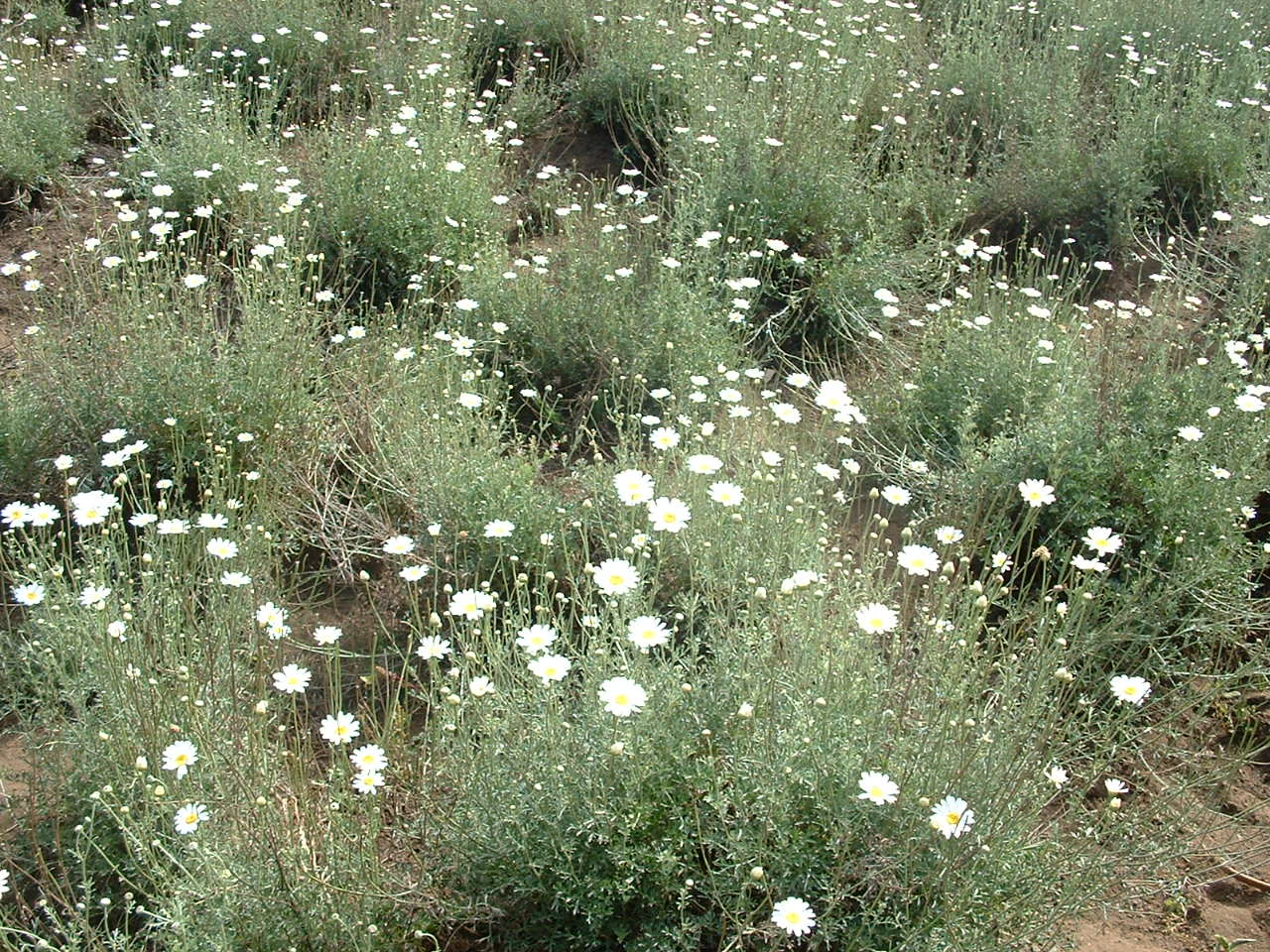
Campo de pelitre (Chrysanthemum cinerariaefolium) Lari Hills, Nairobi, Kenia, en el 2010.

#### Pelitre
Otros insecticidas ahora están disponibles para el control de los mosquitos, así como medidas físicas, como el drenaje de terrenos húmedos y la prestación de un mejor saneamiento. Pelitre (de la flor Chrysanthemum [ o Tanacetum ] cinerariaefolium) es una fuente económicamente importante como insecticida natural. Las piretrinas atacan el sistema nervioso central de todos los insectos. Unos minutos después de su aplicación, los insectos no puedes moverse o volar, mientras que los insectos hembras no pueden morder nada.
El uso del pelitre en la preparación de insecticidas data desde el 400 d. C. Las piretrinas son biodegradables y se rompen fácilmente al exponerse a la luz. La mayor oferta de la piretrina y el Chrysanthemum cinerariaefolium viene de Kenia. La flor fue primero introducida a Kenia y las partes altas del este de África durante la década de 1920. Las flores de las plantas se cosechaban poco después de la floración; eran secadas y hechas polvo y los aceites dentro de las flores eran extraídos con solventes.

### Investigación

#### Modelos de aves, ratones y monos
Hasta la década de 1950, el chequeo de los medicamentos anti maláricos fue llevado a cabo en un ave con malaria. Las especies aviarias con malaria son diferentes a aquellas que infectan a los humanos. El descubrimiento de Plasmodium berghei, en 1948, en terrenos salvajes del Congo y más tarde el de otras especies, que podían infectar ratas de laboratorio, transformaron el desarrollo de fármacos. La fase hepática corta y el ciclo de vida de estos parásitos, fueron útiles en modelos de animales. Plasmodium cynomolgi  en monos Rhesus (Macaca mulatta) fueron utilizados en la década de 1960 para probar fármacos activos contra P. vivax.
El crecimiento de las etapas del hígado en los sistemas libres de los animales se logró en la década de 1980 cuando las etapas eritrocíticas de P. berghei fueron cultivadas en w138, una línea celular de pulmón embrionario humano (células cultivadas de un espécimen). Después siguió el crecimiento en la línea de hepatoma humano HepG2. Ambas, P. falciparum y P. vivax, han sido cultivadas en células hepáticas humanas; se logró el desarrollo parcial de P. ovale en células hepáticas humanas, así como P. malariae se hizo crecer en células del hígado de chimpancés y monos.
El primer cultivo exitoso de malaria se estableció en 1976 por William Trager y James B. Jense, el cual facilitó la investigación hacia la biología molecular del parásito y el desarrollo de nuevos medicamentos. Al usar volúmenes crecientes de medio de cultivo, P. falciparum, fue cultivada a niveles elevados de parasitemia (arriba del 10%).

#### Diagnóstico
El uso de pruebas de diagnóstico rápido de la malaria (DRP) basados en antígenos, surgió en la década de 1980. En el siglo XXI, la microscopía y el DRP de Giemsa, se convirtieron en las dos técnicas favoritas de diagnóstico. Los RDT no requieren equipo especial y ofrecen el potencial de extender un adecuado diagnóstico a las áreas que no tienen servicio de microscopía.

### Un parásito de la malaria zoonótica
Plasmodium knowlesi ha sido conocida desde la década de 1930 en los monos macacos asiáticos y como experimentalmente capaz de infectar a los seres humanos. En 1965 se informó de una infección natural de un humano reportado como soldado estadounidense, al regresar de la selva Pahang de la península de Malasia.

## Otras lecturas
- Packard RM (2007). The Making of a Tropical Disease: A Short History of Malaria. Johns Hopkins Biographies of Disease. JHU Press. ISBN 978-0-8018-8712-3.
- Shah S (2010). The Fever: How Malaria Has Ruled Humankind for 500,000 Years. Macmillan. ISBN 978-0-374-23001-2.